# Edificio Federal Mike Mansfield y el Palacio de Justicia de los Estados Unidos
El Edificio Federal Mike Mansfield y el Palacio de Justicia de los Estados Unidos es un tribunal del Tribunal de Distrito de los Estados Unidos para el Distrito de Montana, ubicado en Butte, una ciudad minera del estado de Montana (Estados Unidos). Terminado en 1904, el edificio se amplió de 1932 a 1933. Fue incluido en el Registro Nacional de Lugares Históricos (NRHP) en 1979 como Oficina de Correos de Estados Unidos. También se le conoce como Edificio Federal y Palacio de Justicia de los Estados Unidos. Es una propiedad contribuidora del distrito histórico de Butte, que figura en la lista del NRHP. Fue rebautizado en 2002 en honor a Michael Joseph Mansfield, un representante y senador de Estados Unidos.

## Historia
A principios del siglo XX, la ciudad fronteriza de Butte era un centro minero de cobre, que atraía a diversos grupos de inmigrantes. Butte se convirtió en el sitio de la cuarta oficina de inmigración más grande del gobierno y, en consecuencia, necesitaba un edificio federal.
El edificio fue construido para servir como un tribunal y una oficina de correos combinados. Fue diseñado por el arquitecto supervisor del Departamento del Tesoro de los Estados Unidos, James Knox Taylor, quien se destacó por diseñar muchos edificios de oficinas de correos entre 1897 y 1912. 
La piedra angular se colocó en mayo de 1903. El edificio costó 300 000 dólares y se inauguró el 8 de diciembre de 1904. En ese momento, estaba a una cuadra de varias minas y docenas de edificios comerciales y de alojamiento con estructura de madera. Después de la inauguración del edificio, la elaborada sala del tribunal fue el lugar de numerosas ceremonias de naturalización en las que miles de inmigrantes se convirtieron en ciudadanos.
Uno de los incidentes más dramáticos en la historia de Butte ocurrió en la sala del tribunal el 21 de mayo de 1924, durante la Prohibición. John O'Leary, un contrabandista convicto, comenzó a disparar con un arma por la concurrida sala del tribunal antes de dispararse contra sí mismo. O'Leary sobrevivió y nadie más resultó herido. Una bala alcanzó el banco, por poco no alcanzó al juez, y queda un agujero de bala en la parte superior de la puerta lateral trasera de la sala.
El edificio está dentro del distrito de Monumento Histórico Nacional de Butte, que fue designado en 1961. Cuando se aprobó la Ley de Preservación Histórica Nacional en 1966, el distrito también fue incluido en el Registro Nacional de Lugares Históricos. En 1979, el edificio fue incluido individualmente en el Registro Nacional de Lugares Históricos. En 2002 el edificio fue rebautizado para honrar a Mike Mansfield, un político de Montana.

## Arquitectura
El edificio está ubicado dentro de un área que alguna vez fue el núcleo del bullicioso distrito comercial de Butte y también está cerca de la actividad minera local. Los primeros planos indican la presencia de túneles y pozos de minas en el sitio de construcción. El arquitecto James Knox Taylor adaptó de manera experta el diseño del edificio al terreno inclinado.

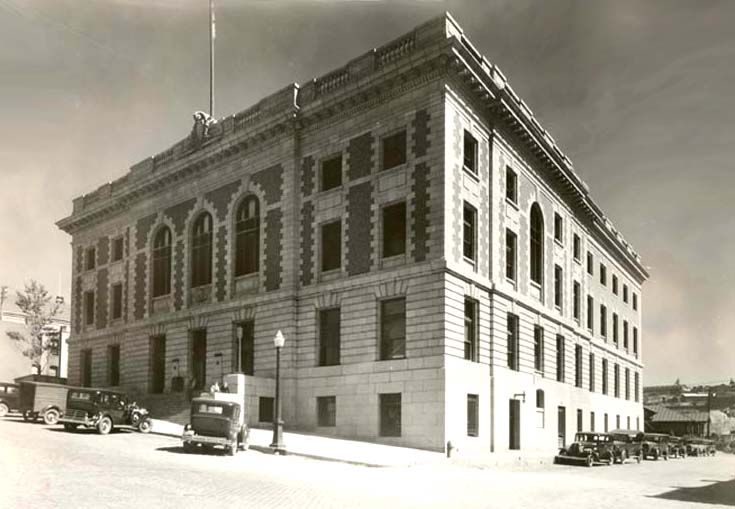
El edificio en 1933.

Construido entre 1903 y 1904, es un excelente ejemplo del estilo neorrenacentista, que fue popular durante la época victoriana. Un sello distintivo es el primer piso rústico, que consiste en bloques lisos de terracota con profundas ranuras horizontales entre los bloques. Otras características típicas incluyen la balaustrada del techo y el uso de bloques de esquina llamados quoins. El arquitecto eligió el estilo neorrenacentista para mostrar el gusto y el refinamiento del gobierno; la masa y los materiales dan un sentido de permanencia a la estructura y afirman la presencia del gobierno federal en Butte. El edificio fue construido con materiales ignífugos de acuerdo con una ordenanza local que se aprobó después de que un incendio en 1879 destruyera numerosos edificios con estructura de madera en la ciudad.
La fachada está dispuesta simétricamente y tiene un pabellón central saliente. La fachada cuenta con materiales de excepcional calidad. Los escalones de entrada y los alzados del sótano están compuestos de granito tallado curvado. El primer piso está revestido con terracota pálida y está coronado por una hilera de marcapianos que rodea el edificio. Los ladrillos en el segundo y tercer piso se colocan en un patrón llamado enlace flamenco que consiste en cabeceras y camillas alternas. Muchos de los componentes decorativos del edificio están ejecutados en terracota e incluyen las quoins, el elaborado entablamento que remata el edificio, la balaustrada del techo y la cartela central (adorno ovalado enrollado). Un adorno de águila sobre la entrada principal expresa la presencia federal en Butte.
El interior del edificio también cuenta con materiales de alta calidad. El espacio más impresionante es la sala de audiencias, que domina el segundo y tercer piso. Las puertas de la sala del tribunal son de roble macizo, al igual que el banco del juez tallado a mano. Las ventanas altas están rematadas con arcos de medio punto y flanqueadas por pilastras de mármol (columnas adosadas). El techo abovedado muestra yeso decorativo, que se suma a la majestuosidad del espacio.
El vestíbulo de Copper Street, que cuenta con un revestimiento de mármol, es otro espacio interior importante que conserva los acabados originales. Una escalera ornamentada que se extiende desde el sótano hasta el tercer piso es un punto focal del interior. Los peldaños de la escalera son de mármol de color rosa. El piso de terrazo se encuentra en todo el edificio, aunque algunas áreas se han cubierto con otros tipos de revestimiento de piso. Otras partes del interior contienen zócalos, revestimientos y pilastras de mármol blanco pulido de Vermont.
El edificio originalmente tenía una huella en forma de U, pero se amplió en 1932 y 1933. La adición fue diseñada por James A. Wetmore, arquitecto supervisor interino del Departamento del Tesoro en ese momento. La adición de Wetmore respeta tanto el diseño como los materiales de la parte original del edificio. La adición duplicó con creces la superficie útil del edificio. En 1965, la oficina de correos se mudó del edificio y el vestíbulo de Main Street se modificó sustancialmente. Las modificaciones interiores posteriores ocurrieron en 1992, cuando gran parte del primer piso se modernizó para nuevos inquilinos.

## Eventos significativos
- 1879: Butte se incorpora como ciudad
- 1903-1904: Construcción
- 1932-1933: construcción adicional construida
- 1961: Designación del distrito de Monumento Histórico Nacional de Butte
- 1965: Oficina de correos desocupada y vestíbulo de Main Street alterado
- 1966: el distrito histórico de Butte figura en el NRHP
- 1979: enlistado individualmente en el NRHP
- 1992: Interior remodelado
- 2002: El edificio cambia de nombre en honor al estadista de Montana Mike Mansfield